# موشک بالستیک ضدکشتی
موشک بالستیک ضدکشتی، نوعی موشک بالستیک نظامی است که برای هدف قرار دادن کشتی جنگی در دریا طراحی شده‌است.
با توجه به سرعت پرواز اغلب هایپرسونیک موشک‌های بالستیک، ممکن است انرژی جنبشی هنگام برخورد فقط یک موشک بالستیک ضدکشتی با کلاهک متعارف، برای فلج کردن یا نابودی کامل یک ناو هواپیمابر بزرگ کافی باشد. با این حال، برخلاف کلاهک هسته‌ای، چنین آسیبی به کشتی دشمن مستلزم ضربه دقیق و مستقیم است؛ بنابراین، برخلاف یک موشک بالستیک معمولی که مسیر پرواز بالستیک را پس از مرحله نسبتاً کوتاه اولیه پرواز به‌کمک پیشران دنبال می‌کند، یک موشک بالستیک ضدکشتی به سامانه دقیق و کارامد هدایت و هدف‌یابی با حسگرهای پیشرفته و اصلاح‌های حین پرواز نیاز دارد تا بتواند با موفقیت یک هدف متحرک را هدف قرار دهد.

## چین
چین نخستین موشک بالستیک ضدکشتی عملیاتی جهان را معرفی کرد. نام آن دی‌اف-۲۱دی است که قادر به حمل هردو کلاهک متعارف و هسته‌ای است. در سال ۲۰۱۰، گزارش شد که دی‌اف-۲۱دی در مرحله عملیاتی اولیه مستقر شده‌است.
موشک دی‌اف-۲۶ که برای اولین بار در رژه روز پیروزی ۲۰۱۵ معرفی شد، نیز قادر به حمل کلاهک‌های ضدکشتی، احتمالاً کلاهک‌های هایپرسونیک مانند دی‌اف-زداِف، است که در حمله به کشتی‌های متوسط و بزرگ تا برد ۳٬۵۰۰–۵٬۰۰۰ کیلومتر (۲٬۲۰۰–۳٬۱۰۰ مایل) کاربرد دارد.
چین ظاهراً در حال کار بر روی نسل دوم بالستیک ضدکشتی با استفاده از فناوری کلاهک بازگشتی مانورپذیر هایپرسونیک است که پیش‌تر با دی‌اف-زداِف آزمایش شده‌است. چنین کلاهکی می‌تواند مکان فعلی ناو دشمن را جستجو کند، به‌جای اینکه فقط به سمت نقطه پیش‌بینی‌شدهٔ قبلی شیرجه بزند. مانورهای بسیار سریع آن نیز رهگیری موشک را بسیار سخت می‌کند.

## ایران
در فوریه ۲۰۱۱، ایران موشک خلیج فارس را به عنوان موشک بالستیک ضدکشتی رونمایی کرد. همچنین موشک‌های بالستیک هرمز و فاتح هم به‌عنوان بالستیک ضدکشتی معرفی شده‌اند.
با ورود پهپادها به عرصه جنگ‌های نوین دیگر نیاز با رادارهای فرا-افق کمتر شده، بالستیک‌های ایرانی می‌توانند با استفاده از اطلاعات پهپادها و به‌روزرسانی مسیر و دریافت اطلاعات لحظه‌ای هر هدفی را تا مسافت دوهزار کیلومتری از آب‌های سرزمینی ایران هدف قرار دهند.

## یمن
یمن (انصارالله) یک موشک بالستیک ضدکشتی را به تاریخ نوامبر ۲۰۲۲ در دریای سرخ آزمایش کرد. ارتش یمن از موشک بالستیک ضدکشتی فالق۱رونمایی کرد. گفته می‌شود فالق۱ بردی بیش از ۲۰۰ کیلومتر دارد و از سر جنگی مجهز به جستجوگر اپتیکی_حرارتی بهره می‌برد.

### اولین استفاده عملیاتی در جنگ
در ژانویه ۲۰۲۴ همزمان با حملات هوایی آمریکا و بریتانیا به یمن، بایدن، رئیس‌جمهور آمریکا، تایید کرد که یمنی‌ها برای «اولین بار در تاریخ» از موشک‌های بالستیک ضدکشتی استفاده کرده‌اند. در اواخر نوامبر ۲۰۲۳، در جریان تنش‌های دریای سرخ ناشی از ادامه جنگ غزه در سال ۲۰۲۳، فرماندهی مرکزی ایالات متحده در خاورمیانه، سنتکام، گزارش داد که دو موشک بالستیک به ناوشکن یواس‌اس میسون از مناطق تحت کنترل شبه نظامیان یمنی شلیک شده‌است.

## هند
هم‌اکنون نیروی دریایی هند می‌تواند موشک بالستیک دانوش را در نقش ضدکشتی از ناوهای خود پرتاب کند. دانوش بردی معادل ۷۵۰ کیلومتر (۴۷۰ مایل) دارد و قادر به عملیات ضدکشتی است. موشک دیگری به‌نام اَگنی-پی، که احتمالاً نسخه ارتقایافته موشک‌های بالستیک اَگنی-۴ و اَگنی-۵ خواهد بود، برای انجام عملیات ضدکشتی در حال توسعه است.
تا سپتامبر ۲۰۲۲، سازمان تحقیق و توسعه دفاعی کار طراحی موشک زمینی دیگری با برد ۱٬۵۰۰ کیلومتر (۹۳۰ مایل) را برای حمله به اهداف دریایی و پوشش ناوهای هندی در خلیج بنگال و دریای عرب تکمیل کرده بود.

## آمریکا
در آمریکا چند سالی می‌شود که تحقیقات وتست‌هایی در زمینه جنگ‌افزارهای بالستیک ساحل به دریا و ضد کشتی شروع شده، امریکایی‌ها به اهمیت این نوع از جنگ‌افزارها پی برده‌اند و در صدد دستیابی به آن برآمده‌اند.